# Bahaa Trabelsi
Bahaa Trabelsi est une écrivaine et journaliste marocaine, née en 1966 à Rabat au Maroc. 

## Biographie
Née en 1966 à Rabat, Bahaa Trabelsi fait ses études secondaires au Maroc, puis part en France poursuivre des études universitaires. Elle obtint un doctorat en études économiques de l'université d'Aix-en-Provence.
Elle travaille pour le gouvernement, puis se tourne vers le journalisme et devint rédactrice en chef de la revue marocaine "Masculin".
Bahaa Trabelsi est membre éminent d'une association de lutte contre le sida et militante de la Société civile.
Elle est l'auteur de romans à succès, évoquant souvent la vie des femmes marocaines, Une femme tout simplement (1995), Une Vie à trois (2000), Slim (2005), Parlez-moi d'amour ! (2014),  La chaise du concierge (2017), Souviens toi qui tu es (2019),Dialogue joyeux avec un mort (2022).
En 2014, Bahaa Trabelsi reçoit le Prix Ivoire, pour son recueil de nouvelles Parlez-moi d’amour !. En 2017, Bahaa Trabelsi reçoit le Prix Sofitel Tour blanche, pour son roman La Chaise du Concierge . En 2018, le roman La Chaise du Concierge est traduit en italien par les éditions Le Assassine en Italie . En 2019, Bahaa Trabelsi participe à l'évènement « Les Bancs du Savoir » organisé par l'association Les Impériales . En 2022, elle est nommée présidente de la commission du fonds d'aide à la production cinématographique nationale du Centre Cinématographique Marocain.